# キリストの先在
キリストの先在（英語: Pre-existence of Christ）は、三位一体（至聖三者）のうち子なる神は、イエス・キリストとして受肉（藉身）して身体をもって地上に降誕する前から、永遠に存在していたとする、キリスト教における教え。

## 概要
養子論者は通常、この教えを認めない（ただし養子論者の中にもキリストの先在については認める者もいた）。
アリウス派は、キリストの受肉（藉身）前の先在については認めるが、永遠に先在していたのではなく、全被造物の中の最初の被造物であると捉えた。こうしたアリウス派による見解は第1ニカイア公会議（第一全地公会）において否定された。
キリスト教においては、ヨハネによる福音書1:1-3, 1:14, 3:13, 6:33-51に、肉体をとったイエスの先在者が「言」（ことば、ロゴス）と呼ばれ、創造との関係、およびその永遠性と神との結びつきが明白に告白されていると捉えられている。